# لودوفيك بال

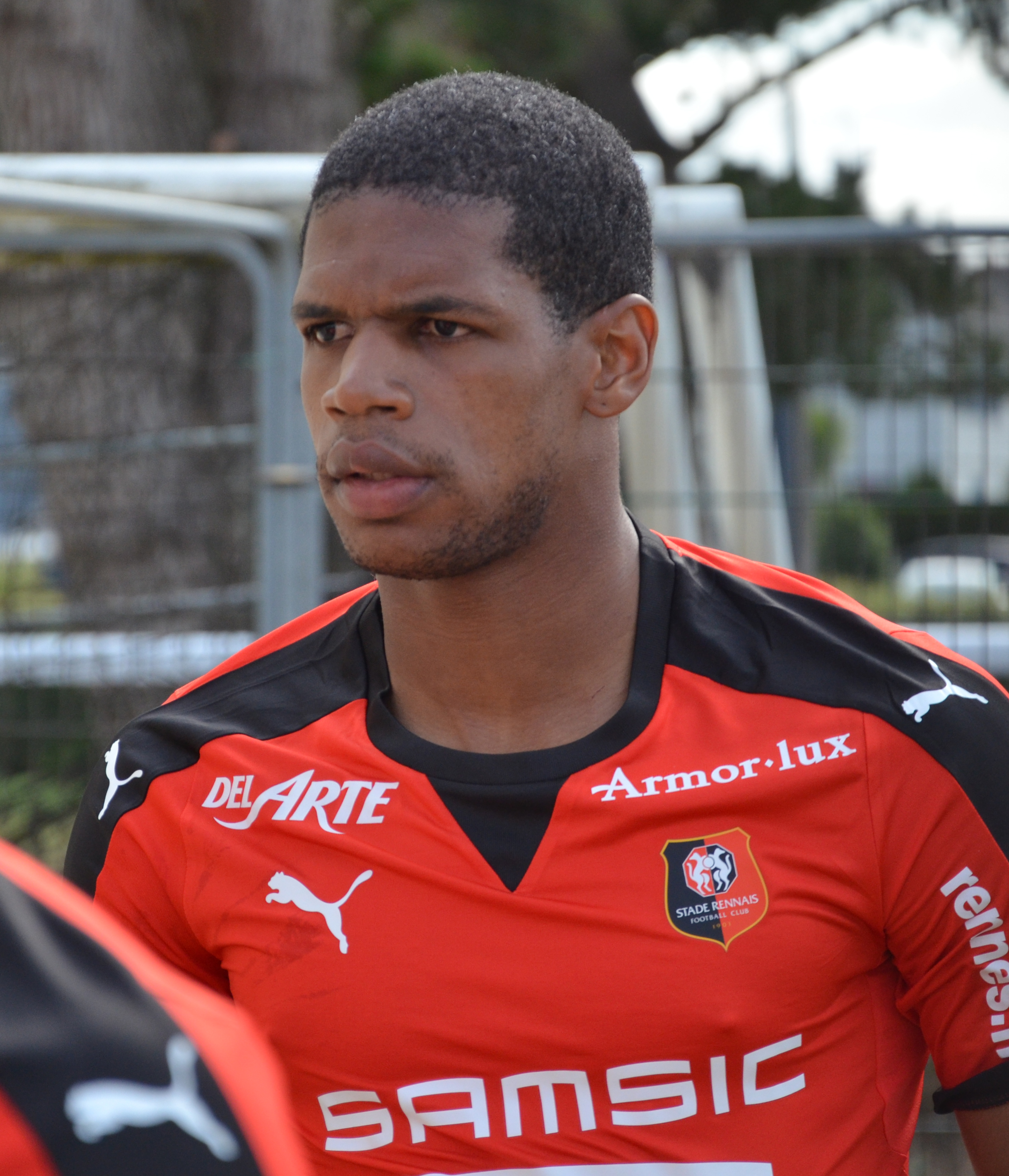

لودوفيك بال (بالفرنسية: Ludovic Baal)‏ (مواليد 24 مايو 1986 في باريس - فرنسا) لاعب كرة قدم فرنسي يلعب حاليا لصالح نادي الدرجة الأولى لومان الفرنسي منذ 2007 في مركز قلب الدفاع كما يجيد اللعب في مركز الوسط المدافع .

## روابط خارجية
- لودوفيك بال على موقع رابطة كرة القدم الفرنسية للمحترفين (الإنجليزية)
- لودوفيك بال على موقع قاعدة بيانات كرة القدم.إي يو (الإنجليزية)
- لودوفيك بال على موقع ليكيب (الفرنسية)
- لودوفيك بال على موقع ناشيونال فوتبول تيمز (الإنجليزية)
- لودوفيك بال على موقع Soccerway.com (الإنجليزية)
- لودوفيك بال على موقع عالم كرة القدم.نت (الإنجليزية)
- لودوفيك بال على موقع كووورة
- لودوفيك بال على موقع AS.com (الإسبانية)